# Schefflera bojeri
Schefflera bojeri là một loài thực vật có hoa trong Họ Cuồng cuồng. Loài này được (Seem.) R.Vig. miêu tả khoa học đầu tiên năm 1906.